# Leptispa taguchii
Leptispa taguchii is een keversoort uit de familie bladkevers (Chrysomelidae). De wetenschappelijke naam van de soort werd in 1956 gepubliceerd door Chûjô.